# Goshiki

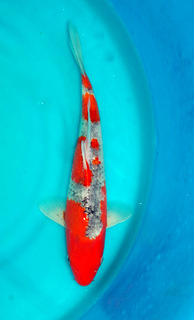
Carpe Koï Goshiki classique de deux ans

Le Goshiki est une variété multicolore de carpe Koï dédiée à l'ornement de bassin de parc ou de jardin. La base de son nom implique 5 couleurs : le noir, le rouge, le blanc, le gris et l'indigo.

## Historique
Ce spécimen de carpe koï a vu le jour grâce à un croisement entre un Asagi et un Aka Bekko, cependant de nos jours elles sont produites par un couple d’Asagi et de Sanke. La production de ces poissons d'ornement a débuté au début du XXe siècle.

## Quelques spécificités de la carpe koï Goshiki
« Goshiki » veut dire « cinq couleurs » en Japonais. Ce poisson porte donc normalement les couleurs suivantes : noir, rouge, blanc, gris et indigo, cependant il est de plus en plus rare d’en trouver portant les cinq.
La valeur du Goshiki ne se voit pas tout de suite, c’est un poisson qui se révèle au fil des années.  
D’ailleurs, le hi (tache de couleur rouge) est bien spécifique à cette variété, il doit être lumineux, d’une teinte constante et solide. 

## Divers spécimens observables
Il existe divers spécimens de carpe koï Goshiki, produits à partir de différents croisements effectués par les éleveurs, par exemple : 
- La carpe koï Goshiki dite classique avec une couleur de base Shiro (couleur blanche)
- La carpe koï Goshiki dite moderne : avec la présence de Motoguro (taches noires débutant aux nageoires pectorales[6]), cette espèce est un croisement entre un goshiri et un hajiro dans le but d’accentuer la couleur noire de la carpe[4].

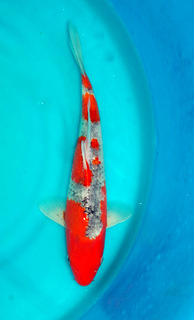
Carpe Koï Goshiki classique de deux ans
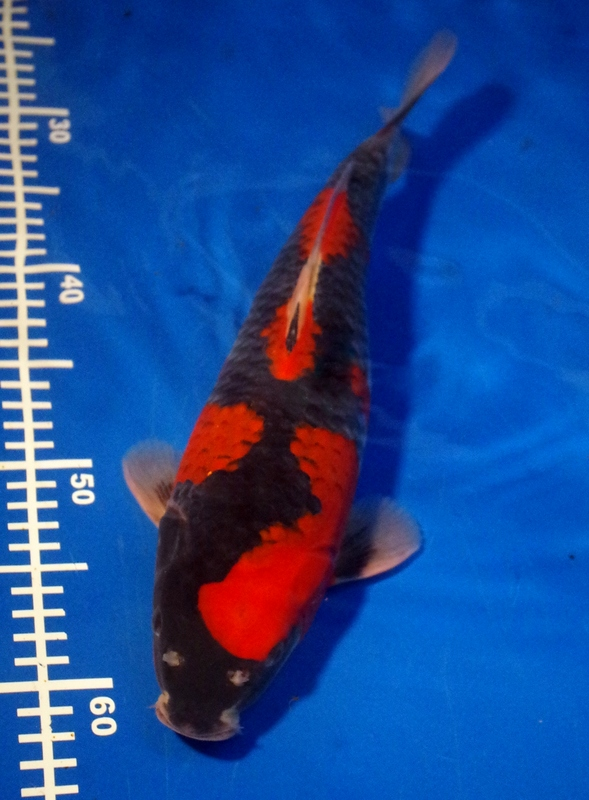
Carpe Koï Goshiki moderne d'un an
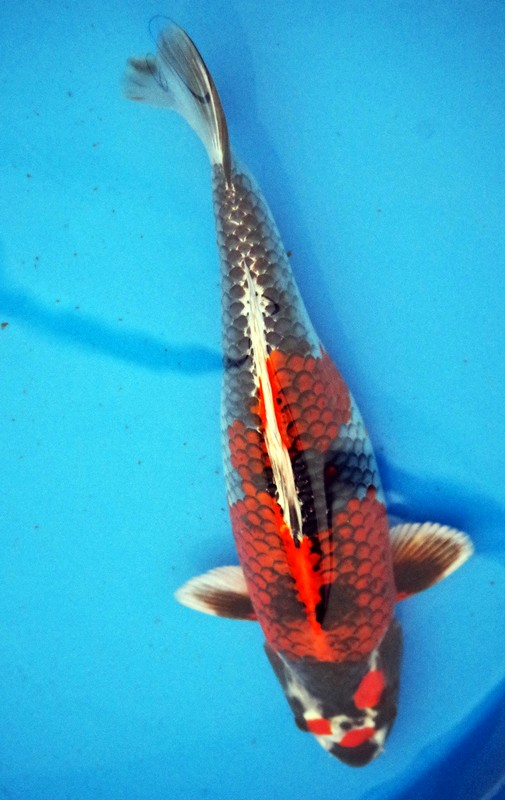
Croisement entre Goshiki et kujaku